# Geoffroy Ier de Chaumont
Pour les articles homonymes, voir Geoffroy Ier.
Geoffroy Ier de Chaumont (v. 995) était un seigneur français du Moyen Âge, qui fut le fondateur de la ville de Chaumont (Haute-Marne).

## Biographie
Il fut un bienfaiteurs de la maison hospitalière devenue par la suite l'abbaye de Longuay à Aubepierre-sur-Aube.